# Hiparh (politik)
Hiparh, atenski tiran, * ?, † 514 pr. n. št.
Hiparh je bil sin prvega atenskega tirana Pejzistrata in brat drugega tirana Hipiasa. Po Hipiasu je Hiparh sam po Pejzistratovi smrti leta 527 pr. n. št. postal tiran in je bil od brata bolj uspešen.
Leta 514 pr. n. št. so ga v atentatu ubili. Atentat je izvedla skupina pod vodstvom Harmodija in Aristogejtona. Njegova smrt predstavlja simbolni začetek atiške demokracije.